# Walter Bachmann (Mediziner, 1919)
Walter Bachmann (* 2. November 1919 in Erlangen; † 15. Juli 2011) war ein deutscher Mediziner.

## Werdegang
Nach dem Studium der Medizin wurde Bachmann 1945 mit der Dissertationsschrift Eine klinische und röntgenologische Nachuntersuchung nach einfacher Uebernähung perforierter Magen- und Zwölffingerdarmgeschwüre an der Ludwig-Maximilians-Universität München zum Dr. med. promoviert. Anschließend war er von 1959 bis 1966 Leiter des Staatlichen Gesundheitsamtes in Freising. Von 1967 bis 1984 war er im Rang eines Ministerialrats Leiter des Sachgebietes „Medizinische Grundsatz- und Berufsangelegenheiten“ in der Gesundheitsabteilung des Bayerischen Staatsministeriums des Innern. 1982 wurde er zum Honorarprofessor für Hygiene und Öffentliches Gesundheitswesen an der Technischen Universität München ernannt.